# Israel Zangwill
Israel Zangwill (21. ledna 1864 Londýn – 1. srpna 1926 Midhurst, Spojené království) byl britský židovský spisovatel a dramatik, který stál v 19. století v čele kulturního sionismu a byl blízkým spolupracovníkem Theodora Herzla. Později odmítl hledání židovské vlasti v Palestině a stal se hlavním myslitelem teritoriálního hnutí.

## Životopis
Zangwill se narodil ve Whitechapelu v Londýně 21. ledna 1864 v rodině židovských přistěhovalců z Litvy, která byla tehdy součástí Ruské říše. Jeho otec Moses Zangwill pocházel z dnešního Lotyšska a jeho matka Ellen Hannah Marksová z dnešního Polska. Svůj život zasvětil obhajobě věcí lidí, které považoval za utlačované, a angažoval se v tématech jako židovská emancipace, židovská asimilace, teritorialismus, sionismus a volební právo žen. Jeho bratrem byl romanopisec Louis Zangwill.
Školní docházku začal Israel v Plymouthu a Bristolu. V osmi letech se jeho rodiče přestěhovali do Spitalfields ve východním Londýně, kde byl zapsán do Jews' Free School, školy pro děti židovských přistěhovalců. Škola nabízela přísné světské i náboženské studium a zároveň poskytovala ošacení, stravu a zdravotní péči pro žáky. Na této škole vynikal, a dokonce učil na částečný úvazek, nakonec se stal plnohodnotným učitelem.
Během výuky studoval na University of London a v roce 1884 získal titul Bachelor s trojím vyznamenáním.

### Psaní
Zangwill publikoval některá svá díla pod pseudonymy J. Freeman Bell (pro díla napsaná ve spolupráci), Countess von S. a Marshallik.
Ve spolupráci s Louisem Cowenem napsal povídku The Premier and the Painter. Pro neshody s vedením školy rezignoval na svou pozici učitele na Židovské svobodné škole a pustil se do žurnalistiky. Inicioval a redigoval časopis Ariel, The London Puck a pracoval pro různé londýnské noviny.
Jeho dílo mu vyneslo přezdívku „Dickens z ghetta“. Napsal román Children of the Ghetto: A Study of a Peculiar People (1892), který anglický spisovatel z konce 19. století George Gissing označil za „silnou knihu“.
Použití metaforické fráze „tavicí kotel" k popisu amerického vstřebávání přistěhovalců zpopularizovala Zangwillova hra The Melting Pot, která měla v letech 1909–1910 ve Spojených státech úspěch. Divadelní dílo se zabývalo tématem etnického napětí a myšlenkou kulturní asimilace v USA na počátku 20. století.
Při premiéře hry The Melting Pot ve Washingtonu 5. října 1908 se bývalý prezident Theodore Roosevelt naklonil přes okraj své lóže a zvolal: "To je skvělá hra, pane Zangwille. To je skvělá hra." V roce 1912 obdržel Zangwill od Roosevelta dopis, v němž Roosevelt o hře The Melting Pot napsal: "Tuto konkrétní hru budu navždy počítat mezi velmi silné a skutečné vlivy na mé myšlení a můj život.".
Tavicí kotel oslavoval schopnost Ameriky vstřebávat a rozvíjet se na základě přínosu přistěhovalců. Zangwill psal jako "Žid, který už nechtěl být Židem. Jeho skutečnou nadějí byl svět, v němž bude celý lexikon rasových a náboženských rozdílů odhozen."
Hra se však zabývala také problémy a konflikty, které vznikaly při střetu různých etnických skupin. Vykreslovala napětí mezi židovskou a křesťanskou komunitou a také snahu přistěhovalců najít své místo v nové společnosti a zároveň si zachovat své kulturní dědictví.
Film "The Melting Pot" ve své době vzbudil velký ohlas u diváků, protože zachycoval ducha americké přistěhovalecké zkušenosti a zkoumal otázky asimilace, identity a potenciálu sjednoceného národa. Hra přispěla k diskurzu o multikulturalismu a americké identitě a zůstala významným dílem v kontextu amerického divadla a zobrazování etnického napětí na jevišti.
Zangwill napsal mnoho jiných her, mimo jiné na Broadwayi: Children of the Ghetto (1899), dramatizaci vlastního románu, který režíroval James A. Herne a v níž hráli Blanche Batesová, Ada Dwyerová a Wilton Lackaye; Merely Mary Ann (1903) a Nurse Marjorie (1906), které režíroval Charles Cartwright a v nichž hrála Eleanor Robsonová. Liebler & Co. produkovala všechny tři hry a také The Melting Pot. Daniel Frohman produkoval v roce 1904 Zangwillovu hru The Serio-Comic Governess, v níž hrály Cecilia Loftusová, Kate Pattisonová-Seltenová a Julie Deanová. V roce 1931 Jules Furthman adaptoval Merely Mary Ann pro film s Janet Gaynorovou.
Velký zájem vzbudila Zangwillova simulace struktury jidiš věty v angličtině. Psal také detektivky, např. The Big Bow Mystery (1892), a společenskou satiru, např. pikareskní román Král Schnorrers (1894), který se v roce 1979 stal krátkou hudební komedií. Jeho Dreamers of the Ghetto (1898) obsahoval eseje o slavných Židech jako byli Baruch Spinoza, Heinrich Heine a Ferdinand Lassalle.
The Big Bow Mystery byl jedním z prvních románů s tajemstvím zamčeného pokoje. Vycházel téměř nepřetržitě od roku 1891 a byl použit jako předloha pro tři filmy.
Další hojně uváděnou hrou byl The Lens Grinder na motivy Spinozova života.

### Politika
Zangwill podporoval feminismus a pacifismus, ale největší vliv měl zřejmě jako spisovatel, který zpopularizoval myšlenku spojení etnik do jednoho amerického národa. Hrdina jeho hojně uváděné hry The Melting Pot prohlašuje: "Němci a Francouzi, Irové a Angličané, Židé a Rusové – do kelímku s vámi všemi! Bůh tvoří Američana."
Zabýval se také specificky židovskými otázkami jako asimilace, raný sionismus a teritorialismus. Židovský teritorialismus byl politickým hnutím, které vzniklo jako reakce na nárůst antisemitismu v Evropě na počátku 20. století. Navrhovalo zřízení židovské domoviny mimo Palestinu a nabízelo alternativní řešení probíhající debaty o sebeurčení Židů a sionismu. Poté, co po určitou dobu podporovalo Theodora Herzla, včetně předsedání schůzi v Makabejském klubu v Londýně, na níž Herzl 24. listopadu 1895 promluvil, a podpořilo hlavní sionistické hnutí orientované na Palestinu. Zangwill změnil názor a v roce 1905 založil vlastní organizaci nazvanou Židovská teritorialistická organizace, která prosazovala židovskou domovinu v jakékoli dostupné zemi na světě, která by se pro ně našla, přičemž se spekulovalo o Kanadě, Austrálii, Mezopotámii, Ugandě a Kyrenaice.
Zangwill byl známý tím, že vytvořil slogan „Země bez národa pro lid bez země“ popisující sionistické aspirace v biblické zemi Izrael. On tu frázi nevymyslel; uznal, že si ji vypůjčil od lorda Shaftesburyho. V roce 1853, během příprav na Krymskou válku, Shaftesbury napsal ministru zahraničí Aberdeenovi, že Velká Sýrie je "země bez národa", která potřebuje "lid bez země...". Sám Shaftesbury opakoval názory Alexandra Keitha.
V roce 1901 Zangwill v časopise New Liberal Review, napsal, že „Palestina je země bez národa; Židé jsou národ bez země“. Po roce napsal, že Palestina „zůstává v tuto chvíli téměř neobydleným, opuštěným a zničeným tureckým územím“. Během několika let si však plně uvědomil "arabské nebezpečí“ a na jednom z newyorských setkání řekl: „Vlastní Palestina už má své obyvatele. Jeruzalémský pašalik je již dvakrát hustěji osídlen než Spojené státy." Přesunul svou podporu na ugandský plán, což vedlo k rozchodu s hlavním proudem sionistického hnutí v roce 1905. V roce 1913 kritizoval ty, kteří opakovali, že Palestina je „prázdná a opuštěná“ a kteří ho označovali za zrádce, protože tvrdil opak.
Podle Ze'eva Jabotinského mu Zangwill v roce 1916 řekl: "Chcete-li dát zemi národu bez země, je naprostá hloupost dovolit, aby to byla země dvou národů. To může způsobit jen potíže. Židé budou trpět a jejich sousedé také. Jedno z toho: buď se musí najít jiné místo pro Židy, nebo pro jejich sousedy".

### Citace
Zangwill uvedl tyto nejpozoruhodnější pasáže
- Co je, je správné. Zdá-li se dole něco špatné, pak je to špatné – od tebe, abys to tak nechal – ve Without Prejudice
- Umění je pravda viděná jako krása – The Master
- Po celé věky pronásledováni od břehu k břehu, našli národní touhu – mír – v zemi, kde Pesach přišel bez hrozby krve – Children of the Ghetto
- Židovská mise nikdy neskončí, dokud se křesťané neobrátí na Kristovo náboženství – Dreamers of the Ghetto
- Každý chudák je příčkou na Jákobově žebříku, po níž může boháč, pokud je dobročinný, vystoupat do nebe – The King of Schnorrers Views

### Pohledy
Zangwill ve svých spisech vyjadřoval smíšené pocity ohledně tehdejší Palestiny, jejíž části se v roce 1948, dvě desetiletí po jeho smrti, staly moderním státem Izrael. Po vzniku státu Philip Rubin spekuloval, že nový stát mohl splnit jeho aspirace.
Byl raným sufražistou.
Během první světové války se u centrálních mocností zasazoval o vytvoření židovské cizinecké legie.
„Liga zatracení“ je termín spojený se Zangwillovou kritikou antisemitských nálad, které v jeho době v Evropě převládaly. Tímto výrazem popisoval kolektivní nepřátelství a diskriminaci, jimž čelili Židé v různých zemích. Zangwill byl horlivým odpůrcem antisemitismu a svými spisy odhaloval a zpochybňoval předsudky a nespravedlnost, jimž Židé čelili.

### Osobní život
Zangwill se v roce 1903 oženil s Edith Ayrtonovou (1879–1945), feministkou a spisovatelkou, dcerou bratrance Williama Edwarda Ayrtona a Matildy Ayrtonové Chaplinové. Nevlastní matkou Edith byla Hertha Ayrtonová, která byla stejně jako Zangwill Židovka.
Zangwillovi žili dlouhá léta v East Prestonu ve West Sussexu v domě jménem Far End. Manželé měli tři děti: Ayrtona (1906–1985), Margaret (1910–1993) a Olivera (1913–1987).
Zangwill zemřel na zápal plic dne 1. srpna 1926 v pečovatelském domě v Midhurst ve West Sussexu.

## Dílo

### Knihy z ghetta
- Children of the Ghetto: A Study of a Peculiar People (1892)
- Grandchildren of the Ghetto (1892)
- Dreamers of the Ghetto (1898)
- Ghetto Tragedies (1899)
- Ghetto Comedies (1907)

### Spisy
- "The Return to Palestine", New Liberal Review, Dec. 1901
- "Providence, Palestine and the Rothschilds", The Speaker, vol. 4, no. 125 (22 February 1902)
- The War For The World. New York: Macmillan, 1916
- Hands Off Russia: Speech by Mr. Israel Zangwill at the Albert Hall, February 8th, 1919. London: Workers' Socialist Federation, n.d. [1919]
- The Voice of Jerusalem. New York: Macmillan, 1921

### Další díla
- The Bachelors' Club (London: Henry, 1891)
- The Old Maid’s Club (1892)
- The Big Bow Mystery (1892)
- The King of Schnorrers (1894)
- The Master (1895) (based on the life of friend and illustrator George Wylie Hutchinson)
- Without Prejudice (1896)
- The Grey Wig: Stories and Novelettes (1903) which include The Grey Wig; Chasse-Croise; The Woman Beater; The Eternal Feminine; The Silent Sisters
- The Serio-Comic Governess (1904)
- Merely Mary Ann (1904)
- The Melting Pot (1909)
- Italian Fantasies (1910)
- Chosen Peoples, (1919)
- The Mantle of Elijah (London: Heinemann)

### Přeložil
- Selected Religious Poems of Solomon ibn Gabirol; pub. The Jewish Publication Society of America (1923)

### Filmografie
- Children of the Ghetto (film), directed by Frank Powell (1915, based on the play Children of the Ghetto)
- The Melting Pot, directed by Oliver D. Bailey and James Vincent (1915, based on the play The Melting Pot)
- Merely Mary Ann, directed by John G. Adolfi (1916, based on the play Merely Mary Ann)
- The Moment Before, directed by Robert G. Vignola (1916, based on the play The Moment of Death)
- Mary Ann, directed by Alexander Korda (Hungary, 1918, based on the play Merely Mary Ann)
- Nurse Marjorie, directed by William Desmond Taylor (1920, based on the play Nurse Marjorie)
- Merely Mary Ann, directed by Edward LeSaint (1920, based on the play Merely Mary Ann)
- The Bachelor's Club, directed by A. V. Bramble (1921, based on the novel We Moderns)
- We Moderns, directed by John Francis Dillon (1925, based on the play We Moderns)
- Too Much Money, directed by John Francis Dillon (1926, based on the play Too Much Money)
- Perfect Crime [fr], directed by Bert Glennon (1928, based on the novel The Big Bow Mystery)
- Merely Mary Ann, directed by Henry King (1931, based on the play Merely Mary Ann)
- The Crime Doctor, directed by John S. Robertson (1934, based on the novel The Big Bow Mystery)
- The Verdict, directed by Don Siegel (1946, based on the novel The Big Bow Mystery)

### V češtině
- Strakonický dudák: národní báchorka se zpěvy ve 3 jednáních – Josef Kajetán Tyl; literárně-historický úvod napsal J. L. Turnovský. Šibalství Skapinova: komedie o třech dějstvích – Moliér; přeložil Julius Zeyer. Pélléas a Melisanda – M. Maeterlinck; př. Marie Kalašova. Snílkové ghetta – Israal Zangwill; př. Josef Bartoš. Pohádky a povídky – H. Ch. Andersen; upravil Karel Mašek — Praha: Jan Otto, 1898
- Snílkové Ghetta – př. Josef Bartoš. Praha: J. Otto, 1901[1]
- Tragedie Ghetta: výběr – př. F. Žilka. Praha: J. Otto, 1910[2]
- Eliášův pohár – úvod František Sekanina; ze sbírky Komedie ghetta př. Jaroslav Novák; in: 1000 nejkrásnějších novel... č. 55. Praha: J. R. Vilímek, 1913
- Z tragedií a komedií Ghetta – př. F. Xaver. Praha: Rozvoj, 1913